# Abraham Fabert
Abraham (de) Fabert d’Esternay, né à Metz le 11 octobre 1599 et mort à Sedan le 17 mai 1662, est un homme de guerre français. Lieutenant général en 1650, il reçoit le bâton de maréchal de France en 1658. Il est aussi gouverneur de l’ancienne principauté de Sedan en 1642-1662, s’illustre pendant la guerre de Trente Ans et assiège Stenay en 1654.

## Famille

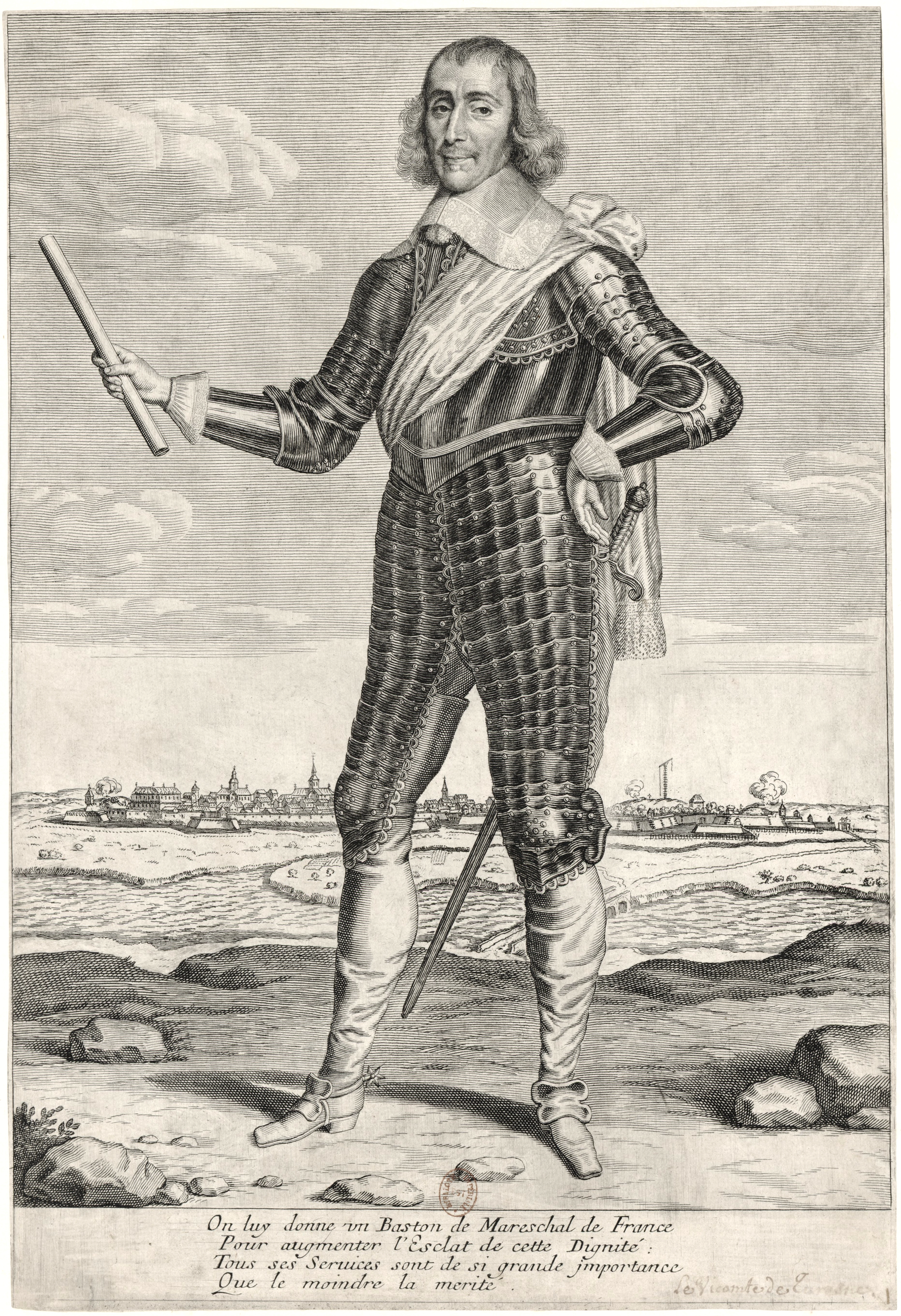
Abraham de Fabert.

Son bisaïeul Isaïe Fabert seigneur de Xonville, dans l’ancien canton de Gorze, habitait Strasbourg vers le milieu du XVIe siècle ; son grand-père, Dominique Fabert — Mangin selon le diminutif lorrain traditionnel — avait été imprimeur patenté à Strasbourg avant de se fixer à Metz après un bref séjour à Nancy (directeur de l’imprimerie ducale de Nancy). Quant au père du maréchal, Abraham Fabert, premier du nom, il était depuis 1595 l’imprimeur-juré de la cité de Metz, commissaire de l’artillerie au gouvernement de Metz et cinq fois maître-échevin de Metz. Il fut anobli par Henri IV pour lui avoir porté secours lors de sa montée à Paris.
Sa fille Claude épouse le marquis de Caylus et a pour enfant Charles de Caylus (1669-1754), évêque d'Auxerre de 1704 jusqu'à sa mort.

## Biographie

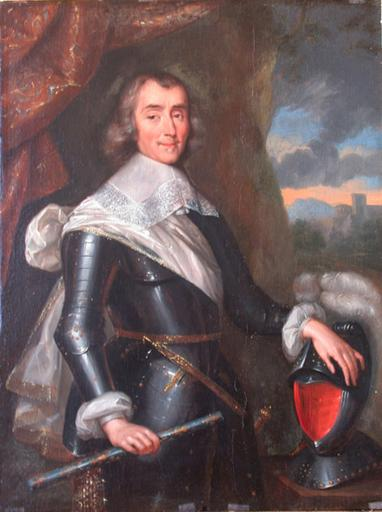
Le maréchal Fabert d’Esternay.

Abraham Fabert entre à quatorze ans dans la carrière militaire. Page du duc d'Épernon, il entre en 1613 comme cadet au régiment des Gardes, où il se fait remarquer par sa vaillance ; en 1618, il est nommé capitaine d'infanterie. Il se distingue en 1627 comme major du régiment de Rambures au siège de La Rochelle. 
En 1629, il déploie la plus grande valeur à l'attaque du Pas de Suze qu’assiégeait Louis XIII en personne, dirige le siège de Chivas en Savoie, et bat complètement l’armée du prince Thomas qui cherchait à débloquer la place. Le 26 mai 1629 lors de l'assaut livré sur l'ouvrage à cornes de Privas, Abraham Fabert s'élance à la tête des enfants perdus, plante son échelle au pied de la muraille, arrive le premier sur le rempart, écarte à coups d'épée les ennemis, et tient ferme jusqu'à ce que les officiers et les soldats, animés par son exemple, le rejoignent. Il y est bientôt suivi par tout le régiment qui s'y établit solidement. 
En 1630, revenu en Piémont avec le régiment de Rambures il arrive devant Exilles. Après avoir reconnu les dehors du fort, Abraham Fabert se glisse seul dans le fossé, s'approche de l'enveloppe du donjon et combine son attaque. Le lendemain, avec un faible détachement, il conduit une tranchée jusqu'auprès du donjon, place deux canons en batterie et contraint la garnison à capituler. Il s'avance ensuite à la tête de quelques compagnies vers la Tour-Carbonnières, emporte le pont à Mafrée qui l'en séparait et force encore ce poste à battre la chamade. Au combat de Veillane, l’arrière-garde de l'armée est attaquée au passage de la montagne de Saint-Michel. Abraham Fabert, avec vingt hommes, tient tête à 400 Savoyards : pendant ce temps, Charles de Rambures descend avec Le régiment de la hauteur où il était posté, et tombe sur l'ennemi avec tant de vigueur, que ses rangs, rejetés les uns sur les autres, sont mis dans le plus grand désordre : la déroute fut complète. Le régiment est ensuite au siège de Saluces où Fabert reçut deux coups de feu dans son chapeau. Il avait eu l'audace d'aller en plein jour, sous une grêle de balles, reconnaître les approches de la place. Le roi, plein d'admiration pour une aussi brillante et aussi utile bravoure, dérogea en faveur de Faber au règlement qu'il avait lui-même fait, et lui donna une compagnie, dont le commandement était dès ce temps-là incompatible avec les fonctions de sergent-major. 
En 1636, au siège de Saverne, Fabert monta sur la brèche au troisième assaut, et s'empara d'une maison voisine. Il s'y défendit plus d'une heure, mais les assiégés y ayant mis le feu, il fut contraint de sauter dans le fossé où il reçut plusieurs blessures. Après sa guérison, Fabert eut pour récompense une compagnie dans Picardie. 
Promu (par Richelieu) au grade de capitaine au régiment des Gardes-Françaises, il se signale de nouveau dans une foule d’actions, notamment au siège d'Arras en 1640, à la bataille de la Marfée en 1641, et aux sièges de Collioure et de Perpignan en 1642, après quoi il fut pourvu du gouvernement de Sedan. Il servit ensuite à l'armée de Catalogne en 1645-46, puis en Italie, aux prises de Piombino et de Portolongone, en qualité de maréchal de camp. 
En 1650 viennent d'autres honneurs : en mai, Il est créé marquis de Fabert (à Larrey - écrit La Ré - et Cérilly), et lieutenant général le 20 octobre ; il reçoit le commandement des troupes stationnées en Flandres, puis l'inspection des villes sur la Meuse appartenant à la couronne, en 1652. 
En 1654, il dirige sous les yeux de Louis XIV le siège de Stenay, et force cette place à capituler, en appliquant les nouvelles règles d'attaque ; « C'est à ce siège que l'on vit pour la première fois, écrit Pinard, les parallèles et les cavaliers de tranchée ». En 1655, il fait encore l'acquisition de la terre d'Esternay (le père Anselme l'appelle marquis d'Esternay).
Fabert reçoit le bâton de maréchal de France le 28 juin 1658 : c’est le premier militaire d'une famille de noblesse récente, et pour ainsi dire sorti du rang, à être élevé à cette dignité. Une délégation vient tout exprès de Metz lui porter les félicitations de sa ville natale : celui qui prononce le discours, le grand archidiacre de Metz, n’est autre que Bossuet.
Voici comment Louis XIV, lui-même, dans le document de circonstance, résumait la carrière et les qualités du nouveau maréchal, après avoir évoqué ses succès à Liège puis la prise de Stenay : « Ledit marquis de Fabert ayant, en cette entreprise ainsi qu’en plusieurs autres sièges, combats, batailles, commandements de places et de troupes, négociations, gouvernement de peuples et autres emplois et occasions de conséquence, donné des preuves considérables d’une grande capacité pour les affaires politiques et militaires, d’une connaissance universelle d’une vigilance extraordinaire et pourvoyant à tout, d’une diligence infatigable, agissant en tous lieux par lui-même, d’une prudence et expérience consommée et d’une générosité et valeur, d’une fidélité et affection inviolable à notre service et pour tout ce qui est de la gloire et de la grandeur de cet État, qu’il a particulièrement témoigné durant les derniers troubles du royaume, et toutes les qualités recommandables qui peuvent être requises pour l’administration des premières charges. »
En décembre 1661, il refusa le collier des ordres du Roi, par modestie, ou par peur d'être mal accepté par ses pairs, étant donné sa modeste origine. Le roi lui donna en compensation le domaine de Sézanne en Brie.

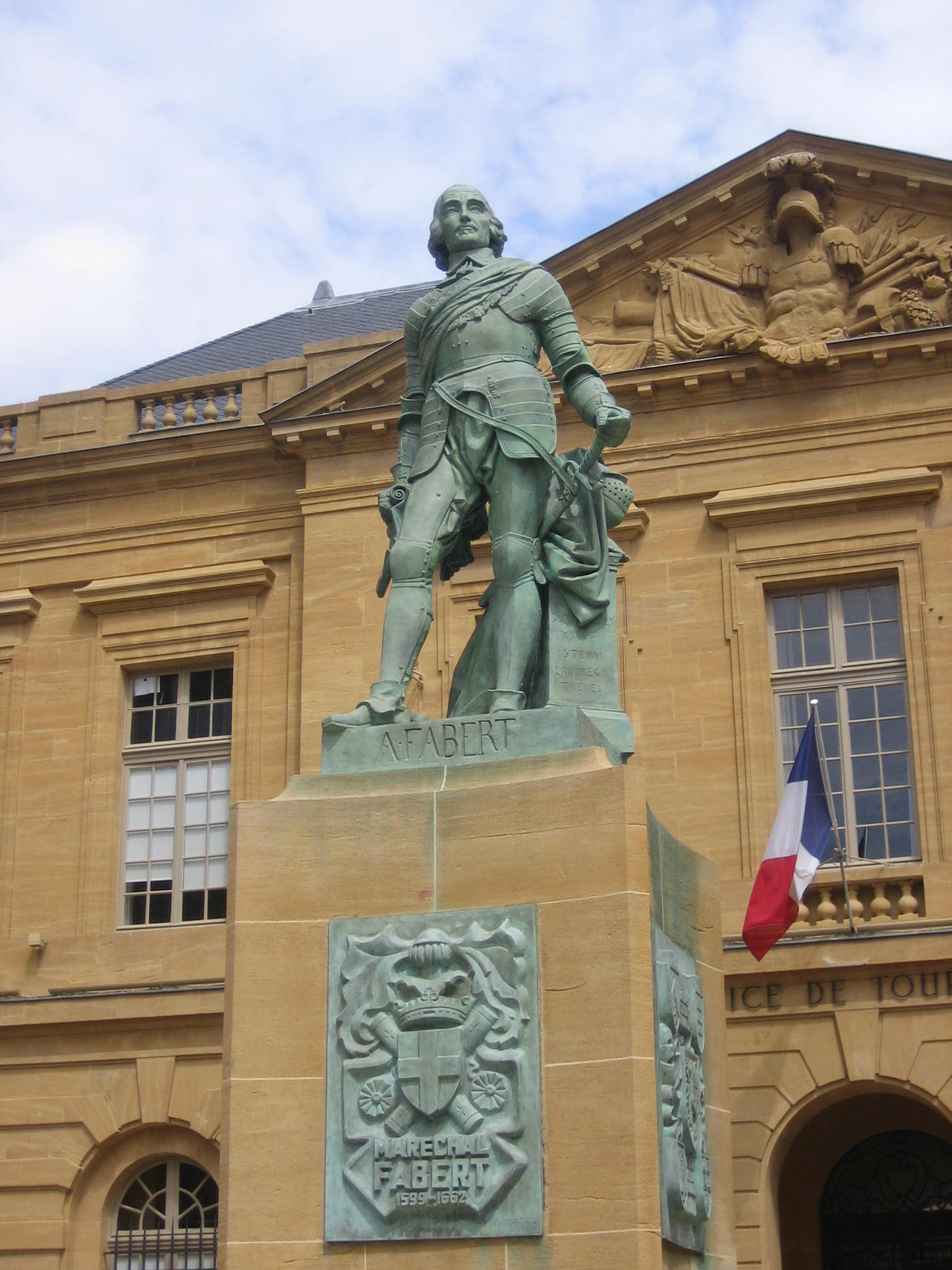
Statue de Fabert
devant le corps de garde sur la place d’Armes à Metz.

Le 10 mai 1662 il est atteint de pneumonie et, dès le 16 mai, il réclame lui-même les derniers sacrements en cette ville de Sedan dont il était gouverneur et où la mort vient le prendre le lendemain.
Des Courtils colporte de singulières rumeurs : "Il avait du goût pour les sciences occultes. A sa mort, son corps ne fut pas retrouvé ; on le dit enlevé par le diable !"  Sa dépouille fut déposée au couvent des Capucins irlandais, dont aujourd'hui il ne reste que la chapelle qui a abrité les sépultures de la famille du maréchal — son épouse, son fils et la sienne. Les corps en furent extraits lors de la Révolution.
Il avait épousé Claude Richard de Clevant, dont il eut trois fils et trois filles. a) Son fils Louis, colonel au régiment de Lorraine, fut tué par les Turcs au siège de Candie le 23 juin 1669, âgé d'environ 18 ans, sans alliance ; b et c) deux autres fils morts jeunes. De ses trois filles : d) Anne x Louis de Comminges-Vervins, puis x (2) Claude-François de Mérode-Trélon. e) Claude x Charles-Henri de Tubières de Grimoard-Pestels de Lévis-Caylus. f) Angélique x Claude Brulart de Genlis (d'où Marie-Anne Brulart), puis x (2) François 3, marquis de Harcourt-Beuvron, veuf avec un fils (Henri), lequel fut le 1er duc et maréchal d'Harcourt en 1703. Marie-Anne et Henri se marièrent en 1687, et eurent : François, 2e maréchal-duc d'Harcourt en 1746, et Anne-Pierre, 3e maréchal-duc après son frère, en 1775.

## Hommages
- À Metz, le lycée Fabert, la rue Fabert et une statue en bronze édifiée place d’Armes, rendent hommage au maréchal[6].
- La rue Fabert, à Paris, longe l’esplanade des Invalides.
- À Sedan un boulevard, une caserne intra-muros ainsi qu'un bâtiment castral portent son nom.

## Armoiries
| Figure | Blasonnement                 |
|        | D’or, à la croix de gueules. |